# Trzcin
Trzcin – wieś w Polsce położona w województwie warmińsko-mazurskim, w powiecie nowomiejskim, w gminie Grodziczno.
W latach 1975–1998 miejscowość administracyjnie należała do województwa toruńskiego.

## Zabytki
Grodzisko w Trzcinie - położone jest na wschodnim krańcu płaskiego pagórka, stanowiącego większy fragment wysoczyzny, ograniczonego od zachodu szeroką podmokłą równiną, natomiast od wschodu doliną rzeki Wel. Wymiary jego wynoszą około 30 x 40 m, a jego powierzchnia położona jest około 3 m poniżej korony wału. Funkcjonowanie grodu wiązać można z nasilającą się u schyłku XI i na początku XII wieku ekspansją osadniczą i militarną z Mazowsza.